# Sky's The Limit
「Sky's The Limit」（スカイズ・ザ・リミット）は、V6の44枚目のシングル。2014年10月22日にavex traxから発売された。

## チャート成績
2014年11月3日付のオリコンウィークリーチャートで初週売上9.5万枚を売り上げて、1位を獲得した。1位を獲得するのは、2012年に発売した「ROCK YOUR SOUL」以来で通算26枚目となる。

## 収録曲

### CD
※「明日は来るから」以降、CD ONLY/通常盤のみ収録。
1. Sky's The Limit
作詞：Komei Kobayashi
作曲：CHOKKAKU・Samuel Waermo
編曲：CHOKKAKU
  - 三宅健出演 東海テレビ制作フジテレビ系昼ドラ『ほっとけない魔女たち』主題歌
2. Eyes to Eyes
作詞：SHIKATA
作曲：SHIKATA・REO
編曲：REO
3. 明日は来るから
作詞：Komei Kobayashi
作曲：Erik Smaaland・Kristoffer Tommerbakke
編曲：久米康嵩・松田貴志
4. 君がいない世界
作詞・作曲：古内東子
編曲：久米康嵩・松田貴志
5. Sky's The Limit（instrumental）
6. Eyes to Eyes（instrumental）
7. 明日は来るから（instrumental）
8. 君がいない世界（instrumental）

### DVD

#### 初回生産限定盤A・CD+DVD/通常盤
1. Sky's The Limit（Music Video）
2. Sky's The Limit（Making Video）

#### 初回生産限定盤B
1. Sky's The Limit（Dance Video）
2. デビュー20周年直前「思い出は自分たちできっちり整理しましょう」スペシャル

### ミュージックカード
※初回生産限定盤Aのみ

#### ダウンロード音源
1. Sky's The Limit
2. Sky's The Limit 東海テレビ・フジテレビ系全国ネット昼ドラ「ほっとけない魔女たち」主題歌ver.

#### 視聴映像
1. 「明日は来るから」メンバー全員レコーディング風景 スペシャル映像